# IC 4037
IC 4037 је галаксија у сазвјежђу Ловачки пси која се налази на листи објеката дубоког неба у Индекс каталогу.
Деклинација објекта је + 39° 0' 8" а ректасцензија 13h 0m 19,5s. Привидна величина (магнитуда) објекта IC 4037 износи 15,5 а фотографска магнитуда 16,5.